# Marie-Josée Croze
Marie-Josée Croze (Montréal, 23 febbraio 1970) è un'attrice canadese.

## Biografia
Grazie al film Maelström (2000), ottiene numerosi riconoscimenti in diversi festival come migliore attrice. Nel 2003 vince il Prix d'interprétation féminine al festival di Cannes per il film Le invasioni barbariche, grazie al quale ottiene maggiore visibilità internazionale. Nel 2005 recita nel film Munich di Steven Spielberg, mentre nel 2007 ottiene il ruolo di una logopedista nel film Lo scafandro e la farfalla. Nel 2010 prende parte all'episodio Assassinio sull'Orient Express della serie Poirot con David Suchet, nel ruolo della bambinaia svedese. Nel 2012 compare su Rai 1 come protagonista della miniserie La Certosa di Parma. Nel dicembre dello stesso anno ottiene la nazionalità francese.

## Filmografia

### Cinema
- La postière, regia di Gilles Carle (1992)
- La Florida, regia di George Mihalka (1993)
- La vitesse tue, regia di Jean-Claude Lord - cortometraggio (1993)
- Battaglia per la Terra (Battlefield Earth), regia di Roger Christian (2000)
- Maelström, regia di Denis Villeneuve (2000)
- HLA identique, regia di Thomas Briat - cortometraggio (2000)
- Des chiens dans la neige, regia di Michel Welterlin (2002)
- Ararat - Il monte dell'Arca (Ararat), regia di Atom Egoyan (2002)
- Ascension, regia di Karim Hussain (2002)
- Le invasioni barbariche (Les Invasions barbares), regia di Denys Arcand (2003)
- Nothing, regia di Vincenzo Natali (2003)
- Identità violate (Taking Lives), regia di D.J. Caruso (2004)
- Ordo, regia di Laurence Ferreira Barbosa (2004)
- Mensonges et trahisons et plus si affinités..., regia di Laurent Tirard (2004)
- La petite Chartreuse, regia di Jean-Pierre Denis (2005)
- Munich, regia di Steven Spielberg (2005)
- Les oiseaux du ciel, regia di Éliane de Latour (2006)
- La mémoire des autres, regia di Pilar Anguita-MacKay (2006)
- Non dirlo a nessuno (Ne le dis à personne), regia di Guillaume Canet (2006)
- Jacquou le Croquant, regia di Laurent Boutonnat (2007)
- Lo scafandro e la farfalla (Le scaphandre et le papillon), regia di Julian Schnabel (2007)
- Le nouveau protocole, regia di Thomas Vincent (2008)
- Deux jours à tuer, regia di Jean Becker (2008)
- Je l'aimais, regia di Zabou Breitman (2009)
- Mères et filles, regia di Julie Lopes-Curval (2009)
- Korkoro, regia di Tony Gatlif (2009)
- Vivre!, regia di Yvon Marciano (2009)
- Tre destini, un solo amore (Un balcon sur la mer), regia di Nicole Garcia (2010)
- Liberté, regia di Tony Gatlif (2010)
- Another Silence, regia di Santiago Amigorena (2011)
- Intersections, regia di David Marconi (2013)
- Calvario (Calvary), regia di John Michael McDonagh (2014)
- Le règne de la beauté, regia di Denys Arcand (2014)
- Un perfetto sconosciuto (Un illustre inconnu), regia di Matthieu Delaporte (2014)
- Itar el-layl, regia di Tala Hadid (2014)
- Ritorno alla vita (Every Thing Will Be Fine), regia di Wim Wenders (2015)
- 2 yötä aamuun, regia di Mikko Kuparinen (2015)
- In nome di mia figlia (Au nom de ma fille), regia di Vincent Garenq (2016)
- Le confessioni, regia di Roberto Andò (2016)
- Iqaluit, regia di Benoit Pilon (2016)
- MILF, regia di Axelle Laffont (2018)
- À cause des filles..?, regia di Pascal Thomas (2019)
- Clifton Hill, regia di Albert Shin (2019)
- The Forgiven, regia di John Michael McDonagh (2021)
- Un colpo di dadi (Un coup de dés), regia di Yvan Attal  (2023)

### Televisione
- Lance et compte: Le choix, regia di Richard Martin – film TV (1991)
- Montréal P.Q. – serie TV (1992)
- Zelda, regia di Pat O'Connor – film TV (1993)
- Chambres en ville – serie TV, 53 episodi (1993-1996)
- Le masque – serie TV, episodi 1x03-1x04 (1997)
- The Hunger – serie TV, episodi 1x11-1x13 (1997)
- Uno sporco ricatto (Captive), regia di Matt Dorff – film TV (1998)
- Murder Most Likely, regia di Alex Chapple – film TV (1999)
- Largo Winch – serie TV, episodi 2x08 (2003)
- Poirot (Agatha Christie's Poirot) – serie TV, episodi 12x03 (2010)
- The Afghan Trap (Le Piège Afghan), regia di Miguel Courtois – film TV (2011)
- Birdsong – miniserie TV, episodi 1x01-1x02 (2012)
- La certosa di Parma, regia di Cinzia TH Torrini – film TV (2012)
- Arletty, une passion coupable, regia di Arnaud Sélignac – film TV (2015)
- Lanester – serie TV, episodi 1x03 (2017)
- L'épreuve d'amour, regia di Arnaud Sélignac – film TV (2017)
- Jack Ryan – serie TV, 5 episodi (2018)
- Mirage – serie TV, 6 episodi (2020)
- Into the Night – serie TV, 2 episodi (2021)

## Doppiatrici italiane
Nelle versioni in italiano delle opere in cui ha recitato, Marie-Josée Croze è stata doppiata da:
- Barbara De Bortoli in Non dirlo a nessuno, The Forgiven
- Selvaggia Quattrini ne La Certosa di Parma, Mirage
- Chiara Colizzi in Tre destini, un solo amore, Ritorno alla vita
- Giò Giò Rapattoni in Le invasioni barbariche
- Francesca Fiorentini in Munich, In nome di mia figlia
- Claudia Catani in Ararat
- Sabine Cerullo in Intersections
- Antilena Nicolizas in Jack Ryan
- Daniela Amato in Into The Night